# Machuvaripalli, Srinivaspur
Machuvaripalli là một làng thuộc tehsil Srinivaspur, huyện Kolar, bang Karnataka, Ấn Độ.